# آدولفو بالنسیا
آدولفو بالنسیا (اسپانیایی: Adolfo Valencia‎؛ زادهٔ ۶ فوریهٔ ۱۹۶۸) یک بازیکن فوتبال اهل کلمبیا است.

## باشگاهی
از باشگاه‌هایی که در آن بازی کرده‌است می‌توان به بایرن مونیخ، پائوک، باشگاه فوتبال نیویورک رد بولز، باشگاه فوتبال سانتا فه، باشگاه فوتبال هانگژو گرین‌تاون، اتلتیکو مادرید، باشگاه فوتبال سانتا فه، باشگاه فوتبال هانگژو گرین‌تاون اشاره کرد.

## تیم ملی
وی همچنین در تیم ملی فوتبال کلمبیا بازی کرده است.